# Saint-Fulgent-des-Ormes

Saint-Fulgent-des-Ormes este o comună în departamentul Orne, Franța. În 1 ianuarie 2022 avea o populație de 174 de locuitori.